# Pomfret (Vermont)
Pomfret es un pueblo ubicado en el condado de Windsor en el estado estadounidense de Vermont. En el año 2010 tenía una población de 904 habitantes y una densidad poblacional de 8.8 personas por km².

## Geografía
Pomfret se encuentra ubicado en las coordenadas 43°41′51″N 72°31′13″O / 43.69750, -72.52028.

## Demografía
Según la Oficina del Censo en 2000 los ingresos medios por hogar en la localidad eran de $51,800 y los ingresos medios por familia eran $56,250. Los hombres tenían unos ingresos medios de $31,063 frente a los $26,354 para las mujeres. La renta per cápita para la localidad era de $27,922. Alrededor del 4.8% de la población estaban por debajo del umbral de pobreza.